# Franz Reuß
Franz Reuß (17 de abril de 1904 - 5 de junho de 1992) foi um general da Luftwaffe da Alemanha nazista durante a Segunda Guerra Mundial. Ele foi premiado com a Cruz de Cavaleiro da Cruz de Ferro em julho de 1944.

## Prêmios
- Cruz alemã em ouro em 21 de agosto de 1942 como Oberstleutnant i. G. (no estado maior) no Stab/ IV. Flieger-Korps[1]
- Cruz de Cavaleiro da Cruz de Ferro em 18 de julho de 1944 como Generalmajor e comandante da 4. Divisão Flieger[2]

### Citações
1. ↑  Patzwall & Scherzer 2001, p. 375.
2. ↑  Fellgiebel 2000, p. 356.